# 巴尔丁
巴尔丁是巴西米纳斯吉拉斯州的一个市镇。总面积556.44平方公里，总人口8274人，人口密度14.9人/平方公里。